# Перцев Іван Матвійович
Іва́н Матві́йович Пе́рцев (23 травня 1929, Андріївка — нині Балаклійський район — 27 серпня 2020 року) — доктор фармацевтичних наук — 1980, 1982 — професор, 1986 — заслужений працівник охорони здоров'я УРСР, 2006 — заслужений професор Національної фармацевтичної академії України. Лауреат ВДНГ СРСР 1982 року та УРСР 1982 року. Відмінник охорони здоров'я СРСР, «За відмінні успіхи в роботі вищої школи СРСР», Почесною грамотою ВР України, двома Почесними грамотами МОЗ України, Фармацевтичної асоціації України.

## Життєпис
Батько помер, коли Івану було 8 років, коли закінчив 10-річку — помирає мама.
1954 року закінчив Харківський фармацевтичний інститут та аспірантуру. В інституті познайомився з майбутньою дружиною — провізором Наталією Іванівною.
1956 — асистент, 1964 — доцент, 1961—1964 — заступник декана, 1964—1971 — декан факультету заочного навчання, в 1980—1984 роках завідує кафедрою аптечної технології.
1962 року захистив кандидатську роботу «Хроматографічна методика дослідження ефірних олій, застосовуваних у медичній практиці».
В 1984—1992 роках — перший декан факультету вдосконалення провізорів, в 1984—2002 роках керує кафедрою фармацевтичнної технології та фармакології.
У 2002—2003 роках — професор кафедри фармацевтичної технології та клінічної фармації.
З 2004 року — професор кафедри заводської технології ліків.
Його наукові роботи полягають в розробленні комбінованих лікарських препаратів з наперед гаданими фармакокінетичними властивостями та щодо вивчення питань проблем біологічної фармації.
Є співавтором розроблення та впровадження 21 лікарського препарату, серед них 2 оригінальних — «Левомеколь» та «Левосин» — виробляються в сучасних Україні та Росії з 1984 року, в колективі співавторів — Даценко Борис Макарович, Дмитрієвський Дмитро Іванович, Тамм Тамара Іванівна.
- також 2 генеричних препаратів — «Еконазол 1 %» та «Троксерутин 2 %» — виробляються з 2004 року.

Написав більш чим 450 наукових праць, з них 6 монографій, є власником авторських патентів та свідоцтв.
З 2011 року займається третього видання Фармацевтичної енуиклопедії.
Серед робіт:
- «Практикум з аптечної технології ліків» — видання 1964, 1972, 1978, та 1995 років — у співавторстві,
- «Українська фармацевтична академія, 1921—1996», 1996, за його редакцією, перший підручник для фахівців з базовою фармацевтичною освітою «Фармацевтичні та медико-біологічні аспекти ліків», 1999 — російською, та 2007 — українською мовами,
- 2002 — довідковий посібник для лікарів та фармацевтів «Взаємодія ліків та ефективність фармакотерапії».
- 2003 — «Фармацевтичні та біологічні аспекти мазей»,
- 2007 — «Фармацевтичні та медико-біологічні аспекти ліків», Вінниця.

В колективі розробників: концепції післядипломної освіти,
- проекту Закону України «Про лікарські засоби»,
- концепції та методичних рекомендацій лікування інфікованих ран.

В колективі редакторів першого — 2005,
- та другого видань «Фармацевтичної енциклопедії».

Як педагог підготував 2 докторів та 22 кандидатів наук.
Майже 25 років входив до складу та головував Харківським обласним науково-фармацевтичним товариством.
Входив до складу редакційних колегій фахових журналів «Вісник фармації»,
- «Клінічна фармація».